# Winthemia pyrrhopyga
Winthemia pyrrhopyga là một loài ruồi trong họ Tachinidae.